# Torneo WTA de Marbella
El Torneo WTA de Marbella, oficialmente denominado Andalucía Tennis Experience, fue un torneo profesional de tenis del WTA Tour que se disputaba sobre canchas de tierra batida al aire libre en el Club de tenis Puente Romano, Marbella. Su primera edición fue en el año 2009. Por motivos económicos, el torneo dejó de disputarse.

## Localización
El torneo se celebraba en Club de Tenis Puente Romano. La capacidad de la pista central es de 3.500 personas.
El Hotel Puente Romano se encuentra situado en el sur de España, concretamente en la Costa del Sol y en el corazón de la Milla de Oro, un área residencial entre Marbella y Puerto Banús, a tan sólo 35 minutos en coche desde el Aeropuerto de Málaga-Costa del Sol.

## Campeonas

### Individuales
| Año  | Campeona          | Finalista          | Resultado     |
| ---- | ----------------- | ------------------ | ------------- |
| 2009 | Jelena Janković   | Carla Suárez       | 6-3, 3-6, 6-3 |
| 2010 | Flavia Pennetta   | Carla Suárez       | 6-2, 4-6, 6-3 |
| 2011 | Victoria Azarenka | Irina-Camelia Begu | 6-3, 6-2      |

### Dobles
| Año  | Campeonas                      | Finalistas                           | Resultado        |
| ---- | ------------------------------ | ------------------------------------ | ---------------- |
| 2009 | Klaudia Jans Alicja Rosolska   | Anabel Medina Virginia Ruano         | 6-3, 6-3         |
| 2010 | Sara Errani Roberta Vinci      | Maria Kondratieva Yaroslava Shvedova | 6-4, 6-2         |
| 2011 | Nuria Llagostera Arantxa Parra | Sara Errani Roberta Vinci            | 3-6, 6-4, [10-5] |